# Epizeuxis laurentii
Epizeuxis laurentii là một loài bướm đêm trong họ Noctuidae.